# Nico Oprée
Nico Oprée (* 21. Oktober 1992 in Köln) ist ein ehemaliger deutscher Eishockeyspieler, der zuletzt bei den Löwen Frankfurt aus der DEL2 unter Vertrag stand.

## Karriere
Nico Oprée begann seine Karriere als Eishockeyspieler in seiner Heimatstadt im Nachwuchsbereich der Kölner Haie. Für deren Junioren spielte er von 2007 bis 2009 in der Deutschen Nachwuchsliga, ehe er in der Saison 2009/10 erstmals in den Kader der Profimannschaft berufen wurde. Für die Haie gab der Verteidiger am 23. Oktober 2009, zwei Tage nach seinem 17. Geburtstag, bei der 3:4-Niederlage nach Verlängerung gegen die Grizzly Adams Wolfsburg sein Debüt in der Deutschen Eishockey Liga.
Im August 2013 absolvierte er ein Probetraining bei den Löwen Frankfurt und erhielt schließlich einen Vertrag. Mit den Löwen schaffte er am Saisonende den Aufstieg in die DEL2. Nach diesem Erfolg wechselte er zu den Eispiraten Crimmitschau. 2015 kehrte Oprée zurück nach Frankfurt und absolvierte dort noch zwei Spielzeiten mit insgesamt 64 Partien in der DEL2, ehe er im Sommer 2017 seine aktive Eishockeykarriere nach dem Gewinn der Meisterschaft beendete.

## Erfolge und Auszeichnungen
- 2017 DEL2-Meister mit den Löwen Frankfurt

## Karrierestatistik
(Legende zur Spielerstatistik: Sp oder GP = absolvierte Spiele; T oder G = erzielte Tore; V oder A = erzielte Assists; Pkt oder Pts = erzielte Scorerpunkte; SM oder PIM = erhaltene Strafminuten; +/− = Plus/Minus-Bilanz; PP = erzielte Überzahltore; SH = erzielte Unterzahltore; GW = erzielte Siegtore; 1 Play-downs/Relegation; Kursiv: Statistik nicht vollständig)